# Gulliver
Gulliver – niezrealizowana misja NASA na Marsa z eksperymentem do poszukiwania życia, w postaci lądownika sondy Voyager (Mariner-B). Zamiast niej w 1975 wysłano sondy Viking 1 i Viking 2, na których pokładzie znalazły się m.in. instrumenty eksperymentu „Labeled Release” (LR) zbudowane na podstawie projektu Gullivera.
Działanie eksperymentu miało opierać się na wytwarzaniu dwutlenku węgla przez organizmy żywe.
Po łagodnym lądowaniu na powierzchni Marsa z Gullivera wyrzucone miały zostać sznury, długości ok. 7,5 metra, pokryte lepką substancją, do której przyległyby cząstki gruntu. Sznury zostałyby wciągnięte do wnętrza lądownika i zanurzone w pożywce zawierającej promieniotwórczy węgiel C-14. Gdyby spodziewane drobnoustroje podjęły procesy życiowe w pożywce, wyzwoliłyby w atmosferę urządzenia dwutlenek węgla zawierający węgiel C-14, wykrywalny rejestratorami promieniowania jonizującego. Jego odnotowanie byłoby pośrednim dowodem występowania życia na Marsie.